# دانمارک در جنگ جهانی دوم

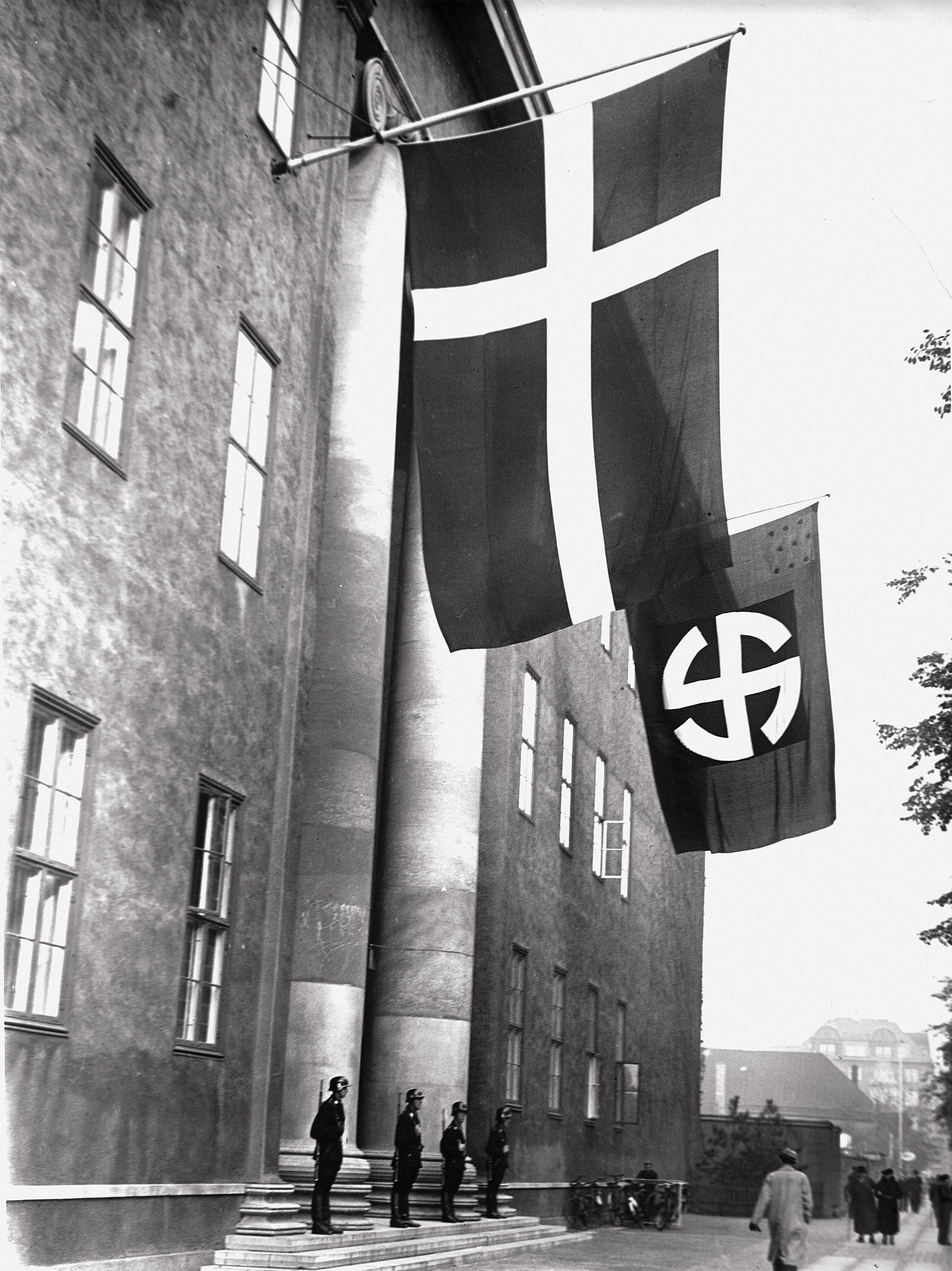
ساختمان دادگستری کپنهاگ اشغال شده در1043

دانمارک در جنگ جهانی دوم (انگلیسی: Denmark in World War II) در همان اوایل جنگ جهانی دوم یعنی سپتامبر ۱۹۳۹ دانمارک اعلام بی‌طرفی کرد. برای اکثر زمان جنگ دانمارک تحت الحمایه و سپس توسط آلمان نازی
اشغال نظامی شد. تصمیم اشغال دانمارک در ۱۷ دسامبر ۱۹۳۶ در برلین گرفته شد و در ۹ آوریل ۱۹۴۰ طی عملیات وزروبونگ اشغال شد. دولت دانمارک و کریستیان دهم دانمارک تا ۲۹ اوت ۱۹۴۳ باز هم عملاً تحت الحمایه آلمان بودند حتی بعد از اشغال نظامی توسط آلمان که این وضعیت تا ۵ می ۱۹۴۵ و پیروزی متفقین جنگ جهانی دوم ادامه پیدا کرد.
برخلاف وضعیت سایر کشورهای تحت اشغال آلمان، اکثر مؤسسات دانمارکی تا سال ۱۹۴۵ به‌طور نسبتاً عادی به فعالیت خود ادامه دادند. هم دولت و هم پادشاه دانمارک در یک رابطه آشفته بین دموکراسی و تمامیت‌خواهی تا زمانی که دولت دانمارک در اعتراض به خواسته‌های آلمان برای تعیین مجازات اعدام برای خرابکاری از قدرت کنار رفت در کشور باقی ماندند. 
بیش لز ۳۰۰۰ دانمارکی طی اشغال این کشور جان باختند علاوه بر این ۲۰۰۰ نفر از داوطلبان سپاه آزاد دانمارک و وافن اس‌اس که اکثرشان از اقلیت آلمانی جنوب دانمارک بودند نیز در جنگ در جبهه شرقی (جنگ جهانی دوم) کشته شدند. در حالی که ۱۰۷۲ ملوان کشتی‌های بازرگانی در خدمت متفقین جان باختند. یه طور کلی این آمار میزان مرگ و میر بسیار پایین در مقایسه با سایر گشورهای اشغال شده را نشان می‌دهد. البته بعضی دانمارکی‌ها با پیوستن به اس‌اس ژرمنی و سایر نیروهای امنیتی نازی عملاً همکاری خود را نشان داده بودند.
در این میان جنبش مقاومت دانمارک نیز برای نجات یهودیان دانمارکی و فرستادن آنها به کشور بی‌طرف سوئد پس از دستور آلمان گسترش پیدا کرد.